# Hora Svatého Šebestiána
Hora Svatého Šebestiána (en allemand : Sankt Sebastiansberg) est une commune du district de Chomutov, dans la région d'Ústí nad Labem, en Tchéquie. Sa population s'élevait à 339 habitants en 2021.

## Géographie
Hora Svatého Šebestiána se trouve à 13 km au nord-ouest de Chomutov, à 60 km au sud-ouest d'Ústí nad Labem et à 98 km au nord-ouest de Prague.
La commune est limitée par l'Allemagne au nord-ouest, par Kalek au nord-est, par Blatno à l'est, par Křimov au sud-est et au sud, et par Výsluní au sud et au sud-ouest.

## Histoire
Le village a probablement été fondé en 1384 par des habitants de Prague et un exploitant de mine, Joachim Rothloew.

## Transports
Par la route, Hora Svatého Šebestiána se trouve à 15 km de Chomutov, à 80 km d'Ústí nad Labem et à 116 km de Prague.